# 和歌ノ海忠次郎
和歌ノ海 忠次郎（わかのうみ ちゅうじろう、1919年2月1日 - 没年不明）は、昭和時代の大相撲力士。出羽海部屋所属。和歌山県田辺市出身。本名は峰 忠次郎（みねただ じろう）。身長180cm、体重92kg。最高位は東十両6枚目。得意技は左四つ、押し。

## 経歴
1937年1月場所に初土俵を踏む。1943年5月場所に十両に昇進。この場所は5勝10敗と大きく負け越し、1場所で幕下に陥落した。1945年6月場所に十両に復帰したが、3勝4敗と負け越した。翌11月場所は初日から全休、この場所限りで26歳で廃業した。左四つの相撲が得意だったが、押し相撲でも良く、組んでも離れても巧さが光る取り口であった。

## 主な成績
- 通算成績：69勝52敗14休  勝率.570
- 十両成績：8勝14敗10休  勝率.364
- 現役在位：19場所
- 十両在位：3場所

### 場所別成績
| 1937年 （昭和12年） | （前相撲）         | （前相撲）         | x                       |
| 1938年 （昭和13年） | 西序ノ口27枚目 6–1 | 東序二段18枚目 4–3 | x                       |
| 1939年 （昭和14年） | 西三段目39枚目 7–0 | 西幕下38枚目 2–2–4 | x                       |
| 1940年 （昭和15年） | 東三段目2枚目 6–2  | 西幕下23枚目 4–4   | x                       |
| 1941年 （昭和16年） | 東幕下17枚目 4–4   | 東幕下12枚目 4–4   | x                       |
| 1942年 （昭和17年） | 西幕下11枚目 3–5   | 西幕下17枚目 6–2   | x                       |
| 1943年 （昭和18年） | 東幕下4枚目 4–3    | 西十両15枚目 5–10  | x                       |
| 1944年 （昭和19年） | 西幕下4枚目 4–4    | 東幕下筆頭 3–3     | 東幕下筆頭 4–1          |
| 1945年 （昭和20年） | x                  | 東十両6枚目 3–4    | 西十両9枚目 引退 0–0–10 |
| 各欄の数字は、「勝ち-負け-休場」を示す。 優勝 引退 休場 十両 幕下 三賞：敢=敢闘賞、殊=殊勲賞、技=技能賞 その他：★=金星 番付階級：幕内 - 十両 - 幕下 - 三段目 - 序二段 - 序ノ口 幕内序列：横綱 - 大関 - 関脇 - 小結 - 前頭（「#数字」は各位内の序列） |                    |                    |                         |

## 改名歴
- 峯 忠次郎（みね ちゅうじろう）1937年1月場所 - 1942年1月場所
- 和歌ノ海 忠次郎（わかのうみ ちゅうじろう）1942年5月場所 - 1945年11月場所